# Lotus argyrodes
Lotus argyrodes là một loài thực vật có hoa trong họ Đậu. Loài này được R.P.Murray miêu tả khoa học đầu tiên.